# Xenocrasis anamarcelae
Xenocrasis anamarcelae là một loài bọ cánh cứng trong họ Cerambycidae.